# Antica diocesi di Saint David's
La diocesi di Saint David's (in latino Dioecesis Menevensis) è una sede soppressa della Chiesa cattolica.

## Territorio
La diocesi si estendeva nella regione sud-occidentale del  Galles, e copriva le contee di Ceredigion, Carmarthenshire e Pembrokeshire, che costituivano in origine l'antico regno medievale di Dyfed.
Sede vescovile era la città di St David's, dove si trova la cattedrale di San Davide, oggi sede della diocesi anglicana di St David's.
La diocesi comprendeva quattro arcidiaconati: St David's, Brecon, Cardigan e Carmarthen.

## Storia
Incerte sono le origini della diocesi. La sua fondazione è attribuita al santo patrono del Galles, Davide, che nel VI secolo fondò un monastero nella città di Menevia, che oggi porta il suo nome. La diocesi era chiamata in latino Menevensis, mantenendo questo nome anche quando la città prese il nome di St David's. 
Il vescovo Peter de Leia (1176-1198) iniziò la costruzione della cattedrale.
L'ultimo vescovo in comunione con la Santa Sede, Henry Morgan, fu deposto durante il 1559 e morì lo stesso anno nel mese di dicembre.
Una nuova diocesi di Menevia fu fondata nel 1895, poi unita nel 2024 a Cardiff per formare l'arcidiocesi di Cardiff-Menevia.

## Cronotassi dei vescovi
- San Davide †
- Cynog †
- San Telio †
- San Ceneu †
- Morfael †
- Haernynin †
- Elwaed †
- Gurnuru †
- Llunwerth †
- Gwrgwst †
- Gwrgan †
- Clydog †
- Einion †
- Elfodd † (? - circa 809 deceduto)
- Ethelman †
- Elaunc (Elane) †
- Maelsgwyd †
- Sadyrnfyw † (? - circa 831 deceduto)
- Cadell †
- Sulhaithnay †
- Nobis (Novis) † (metà del IX secolo)
- Idwal †
- Asser † (? nominato vescovo di Sherborne)
- Arthwael †
- Samson †
- Ruelin (Ruclinus) †
- Rhydderch †
- Elwyn †
- Llunwerth †
- Morleis † (? - 945 deceduto)
- Eufuris †
- Nathan †
- Argustel †
- Morgeneu † (? - 998 deceduto)
- Morgynyd † (? - 1023 deceduto)
- Erbin † (? - 1039 deceduto)
- Trahaearn † (? - 1055 deceduto)
- Joseph † (? - 1063 deceduto)
- Bleiddud † (? - 1073 deceduto)
- Sulien † (1073 - 1078 dimesso)
- Abraham † (1078 - 1080 deceduto)
- Sulien † (1079/1080 - 1085/1086 dimesso) (per la seconda volta)
- Rhygyfarch † (circa 1091 - 1096 deceduto)[1]
- Wilfrid † (? - 1115 deceduto)
- Bernard † (19 settembre 1115 consacrato - 1148 deceduto)
- David FitzGerald † (19 dicembre 1148 consacrato - 8 maggio 1176 deceduto)
- Peter de Leia † (7 novembre 1176 consacrato - 16 luglio 1198 deceduto)
  - Gerald of Wales † (29 giugno 1199 - 10 novembre 1203 dimesso) (vescovo eletto)
- Geoffrey de Henlaw † (7 dicembre 1203 consacrato - fine 1214 deceduto)
- Iorwerth † (21 giugno 1215 consacrato - prima del 27 gennaio 1229 deceduto)
- Anselm le Gros † (9 febbraio 1231 consacrato - marzo 1247 deceduto)
- Thomas Wallensis † (26 luglio 1248 consacrato - 11 luglio 1255 deceduto)
- Richard de Carew † (12 febbraio 1256 - 1º aprile 1280 deceduto)
- Thomas Bek † (6 ottobre 1280 consacrato - 14 aprile 1292 deceduto)
- David Martyn † (circa maggio 1296 - 9 marzo 1328 deceduto)
- Henry de Gower † (12 giugno 1328 consacrato - prima del 4 maggio 1347 deceduto)
- John Thoresby † (23 maggio 1347 - 4 settembre 1349 nominato vescovo di Worcester)
- Reginald Brian † (11 settembre 1349 - 22 ottobre 1352 nominato vescovo di Worcester)
- Thomas Fastolf † (22 ottobre 1352 - 19 giugno 1361 deceduto)
- Adam Houghton † (20 settembre 1361 - 13 febbraio 1389 deceduto)
- John Gilbert, O.P. † (22 maggio 1389 - 28 luglio 1397 deceduto)
- Guy Mone † (30 agosto 1397 - 31 agosto 1407 deceduto)
- Henry Chichele † (4 ottobre 1407 - 27 aprile 1414 nominato arcivescovo di Canterbury)
- John Catterick † (27 aprile 1414 - 1º febbraio 1415 nominato vescovo di Coventry e Lichfield)
- Stephen Patrington, O.Carm. † (1º febbraio 1415 - 15 dicembre 1417 nominato vescovo di Chichester)
- Benedict Nichols † (15 dicembre 1417 - 25 giugno 1433 deceduto)
- Thomas Rodburn † (5 ottobre 1433 - prima del 27 giugno 1442 deceduto)
- William Lyndwood † (27 giugno 1442 - 21 ottobre 1446 deceduto)
- John Langton † (23 gennaio 1447 - 22 maggio 1447 deceduto)
- John De la Bere † (20 settembre 1447 - 23 luglio 1460 dimesso)
- Robert Tully † (11 agosto 1460 - prima del 26 febbraio 1482 deceduto)
- Richard Martin † (26 aprile 1482 - 25 marzo 1483 deceduto)
- Thomas Langton † (4 luglio 1483 - 9 febbraio 1485 nominato vescovo di Salisbury)
- Hugh Pavy † (16 maggio 1485 - maggio/agosto 1496 deceduto)
- John Morgan † (3 agosto 1496 - aprile o maggio 1504 deceduto)
- Robert Sherborne † (5 gennaio 1507 - 18 settembre 1508 nominato vescovo di Chichester)
- Edward Vaughan † (13 giugno 1509 - novembre 1522 deceduto)
- Richard Rawlins † (11 marzo 1523 - 18 febbraio 1536 deceduto)[2]
- Henry Morgan † (6 luglio 1554 - 23 dicembre 1559 deceduto)